# Fatemeh Pahlavi

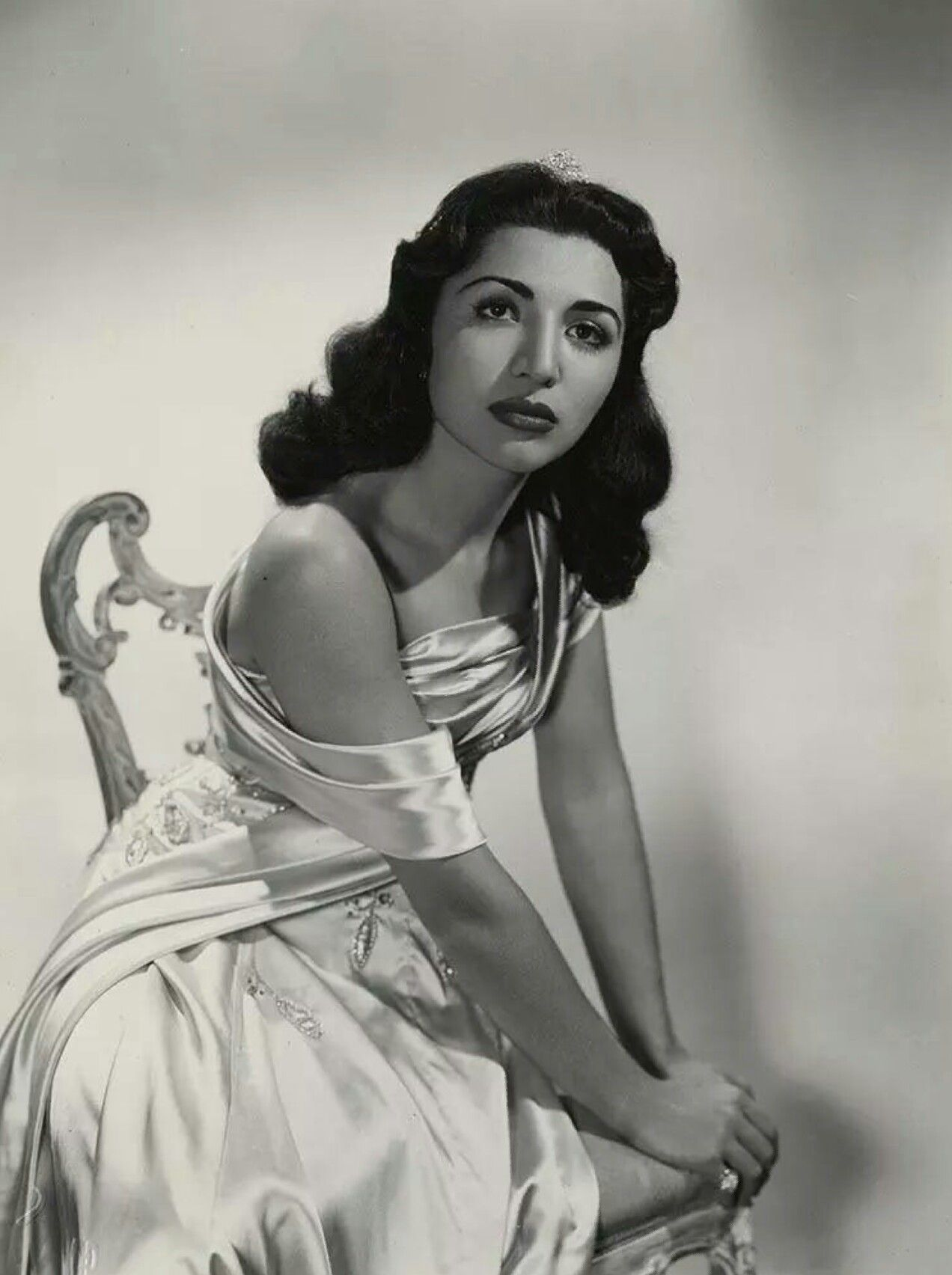
Fatemeh Pahlavi (vor 1979)

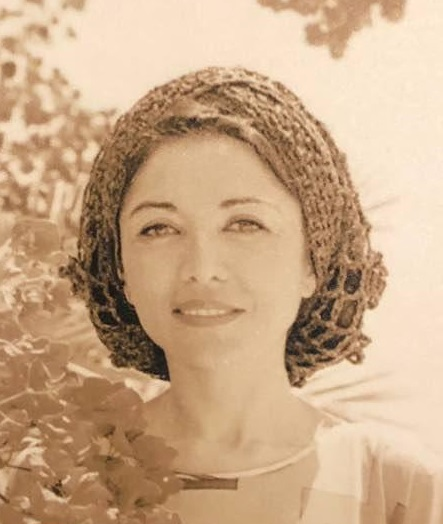
Fatimeh Pahlavi

Fatemeh Pahlavi (persisch فاطمه پهلوی; * 30. Oktober 1928 in Teheran, Iran; † 2. Juni 1987 in London) war eine iranische Unternehmerin und Mitglied der Pahlavi-Dynastie.

## Leben
Fatemeh Pahlavi war das zehnte Kind von Reza Schah Pahlavi und Esmat Dowlatshahi, die aus der Qajar-Dynastie stammte. Sie war die Vollschwester von Abdul Reza Pahlavi, Mahmoud Reza Pahlavi, Hamid Reza Pahlavi und die Halbschwester von Mohammad Reza Pahlavi. Sie besuchte die Anoushiravan Dadgar Girls’ School in Teheran und lebte mit ihren Eltern und den Brüdern in Teheran. 1950 heiratete sie in Civitavecchia, Italien, Vincent Lee Hillyer, der ein Freund ihres Bruders Abdul Reza Pahlavi war. Nachdem Hillyer zum Islam konvertiert war, heirateten sie in einer religiösen Zeremonie in der iranischen Botschaft in Paris. Wahrscheinlich aufgrund negativer Reaktionen im Iran wurde die Ehe von Schah Mohammad Reza nicht vollständig befürwortet. Sie hatten drei Kinder, zwei Söhne, Kayvan und Dariush, und eine Tochter, Rana, die 1954 bei einem Unfall im Kindesalter starb. Nach ihrer Scheidung 1959 heiratete sie den kommandierenden General der iranischen Luftwaffe, Mohammad Amir Khatami, mit dem sie ebenfalls zwei Söhne und eine Tochter hatte. 1975 starb Khatami bei einem Unfall.
Pahlavi besaß während der Regierungszeit ihres Halbbruders, Muhammad Reza Pahlavi, einen Bowlingclub und war mit Geschäften befasst, an denen Firmen beteiligt waren, die im Baugewerbe, in der Pflanzenölproduktion und im Maschinenbau tätig waren. In dieser Zeit besaß sie ein Vermögen von rund 500 Millionen US-Dollar. Im Iran war sie auch an Aktivitäten im Bereich der Hochschulbildung beteiligt. Nachdem sie bereits vor der Revolution von 1979 den Iran verlassen hatte, lebte sie während ihrer letzten Jahre in London.
Sie ist die erste und einzig bekannte Person, die die Sunburst Tiara trug. 1967 trug sie die Tiara für die Krönung ihres Bruders. Die Sunburst Tiara stammt mit ziemlicher Sicherheit aus der Schatzkammer der Qajar-Dynastie und gehört derzeit dem iranischen Staat, wie die meisten Juwelen, die nach der Revolution von 1979 beschlagnahmt wurden.

## Orden und Ehrenzeichen
- 1957: Dame des Ordens der Plejaden (2. Klasse)
- 1965: Verdienstorden der Bundesrepublik Deutschland
- 1967: Dame des Ordens der Sonne (2. Klasse)
- 1967: Gedenkmedaille der Krönung von Mohammad Rezā Shāh Pahlavi
- 1971: Gedenkmedaille zum 2500. Jahrestag des iranischen Reiches
- 1971: Gedenkmedaille anlässlich des 2500-jährigen Bestehens des iranischen Reiches